# جان موریس (تاریخ)
جان موریس (انگلیسی: John Morris; ۸ ژوئن ۱۹۱۳ – ۱ ژوئن ۱۹۷۷) مورخ، فیلم‌نامه‌نویس، و استاد دانشگاه در زمینه امپراتوری روم و بریتانیای زیرمجموعه روم اهل بریتانیا بود.